# 김향수
김향수(金向洙, 1912년 11월 14일 ~ 2003년 6월 2일)는 대한민국의 전 기업인, 정치인이다. 호는 우곡(牛穀)이다.

## 생애
1912년 전라남도 강진군에서 태어났다. 니혼 대학 법과 전문부를 수료하고 연세대학교 대학원에서 명예 공학 박사 학위를 받았다. 8.15 광복 후, 아남산업을 창립하여 경영하였다.
1958년 제4대 국회의원 선거에서 무소속으로 전라남도 강진군 선거구에 출마하여 현역 지역구 국회의원인 자유당 김성호 후보를 누르고 당선되었다. 낙선자인 민주당 양병일 후보로부터 선거 무효 소송을 당하였으나 무죄 판결을 받았다. 그리고 자유당에 입당하였다.
1960년 제5대 국회의원 선거에서 무소속으로 전라남도 참의원에 출마하였으나 낙선하였다. 1961년 3.15 부정선거를 이유로 공민권 제한 대상자로 선정되었다. 이후 아남산업 경영에 전념하였다. 그리고 제9대, 제10대 대한민국헌정회 회장을 지냈다.

## 역대 선거 결과
|  | 49.11% |

|  | 0% |